# Jens Olesen (tv-vært)
Denne side handler om den danske tv-vært. For den tyske tv-vært af samme navn, se Jens Olesen (tysk tv-vært).
 For alternative betydninger, se Jens Olesen. (Se også artikler, som begynder med Jens Olesen)
Jens Olesen (født 15. november 1946) er en dansk zoolog, forfatter og tidligere tv-vært. Han er kendt for sit arbejde med at formidle viden om naturen i forskellige programmer på Danmarks Radio, og særligt for sine kultegninger af dyr.

## Karriere
Olesen blev uddannet som biolog på Københavns Universitet, hvor han blev færdig i 1972 for derefter at blive ansat på Biologisk Institut på Odense Universitet.
I 1981 blev han ansat på Danmarks Radio som freelancer, hvor han startede på programmet På besøg i dyrenes verden i kulturafdelingen. I 1994 blev han fastansat i DR. Han blev senere flyttet til B&U-afdelingen hvor han tilrettelagde adskillige programmer om dyr og natur for børn, hvor han ofte tegnede de dyr, som han fortalte om under udsendelserne.
Han har været redaktør på Naturbrevkassen i Familiejournalen.
I 2002 udkom hans bog Masser af dyr med dyr der havde optrådt i Snushanen på DR. Snushanen modtog Biologiforbundet Kaskelotprisen i 2003.
I 2004 blev han vært og tilrettelægger på radioprogrammet Natursyn på P1. Her var han frem til han valgte at gå på pension i begyndelsen af januar 2015. Natursyn havde op til 100.000 lyttere, og hans sidste program blev sendt d. 5. januar. Fra omkring 2008 skar han ned på sin arbejdstid, og i 2013 arbejdede han halv tid.

## Illustrator
- 2002 "Masser af dyr" (ISBN 978-87-79-53110-9)
- 2010 Andersen, "Aase Himlen er en boksebold" Forlaget Radius. (ISBN 978-87-92-33414-5)

## Bibliogafi (uddrag)
- 1982: "Sans din omverden" (ISBN 87-87519-10-0)
- 1984 "Dyrene bevæger sig : til lands, til vands og i luften" ({{ISBN|87-88455-21-1}}, 87-88455-23-8)
- 1984 "Rovdyr og bytte" (ISBN 87-88455-43-2)
- 1986 "Øgler" (ISBN 87-7476-101-3)
- 1988 "Humlebien" (ISBN 87-591-0149-0)

## Filmografi

### Tv
- 1981-1984 På besøg i dyrenes verden
- 1988 En dag i Løveparken
- 1993 Kæledyr i gode hænder
- 1994 Troldspejlet (specialafsnit om Løvernes Konge)
- 1997 Gotha - kult, kitsch og b-film
- 2003-2004 Blå Barracuda[9]

- 2010 Spise med Price (stemme i programmet "From Russia with Love")
- 2014 Troldspejlet (stemme i indslaget "Sådan tegner man")
- Ukendt Omverden
- Ukendt Klar parat Svin
- Ukendt Kratluskeren[10]
- Ukendt Alverdens dyr
- Ukendt Det nysgerrige kamera
- Ukendt Snushanen